# Тиджано
Тиджано (итал. Tiggiano) — коммуна в Италии, располагается в регионе Апулия, в провинции Лечче.
Население составляет 2859 человек (2008 г.), плотность населения составляет 408 чел./км². Занимает площадь 8 км². Почтовый индекс — 73030. Телефонный код — 0833.
Покровителем коммуны почитается святой Ипатий, празднование 19 января.

## Демография
Динамика населения:

## Администрация коммуны
- Официальный сайт: http://www.comune.tiggiano.le.it